# Copa do Brasil de Futebol Sub-17 de 2020
A Copa do Brasil Sub-17 de 2020 foi a oitava edição desta competição futebolística de categoria de base organizada pela Confederação Brasileira de Futebol (CBF).
Foi disputada por 32 equipes entre os dias 24 de novembro de 2020 e 29 de janeiro de 2021. Fluminense e São Paulo protagonizaram a decisão. O São Paulo venceu o adversário pelo placar agregado de 2–1. O feito também garantiu ao São Paulo o direito de disputar a Supercopa do Brasil contra o próprio Fluminense, campeão do Campeonato Brasileiro. Esta competição, por sua vez, foi vencida posteriormente pelo São Paulo.
Após a finalíssima, jogadores e integrantes da comissão técnica do São Paulo falaram sobre o título. O técnico Menta ressaltou a importância principal das categorias de base em formar atletas, mas disse que o título recompensa os esforços dos jogadores. Já o atacante Caio, autor de um dos gols da decisão, exaltou a "união" do time paulista durante o intervalo.

## Antecedentes
A Copa do Brasil Sub-17 foi inaugurada em 2013, quando a CBF promoveu a realização da primeira edição. Este foi mais um movimento da entidade para fortalecer o calendário das categoria de base e, consequentemente, propiciar melhores condições para a revelação de jogadores. De 2013 a 2018, o torneio era disputado no mesmo molde da Copa do Brasil por 32 clubes, selecionados através de suas posições finais nas duas primeiras divisões nacionais do ano anterior: os vinte da Série A e os doze melhores colocados da Série B. Tal cenário só se modificou a partir da temporada de 2019, quando o sistema de qualificação foi alterado para selecionar os campeões dos campeonatos estaduais com o intuito de propiciar a participação de representantes de todas as unidades federativas.

## Formato e participantes
A CBF divulgou o regulamento e a tabela detalhada da Copa do Brasil Sub-17 em 29 de outubro de 2020. O torneio foi disputado em cinco fases eliminatórias. Os participantes foram definidos de acordo com os posicionamentos nos campeonatos estaduais da temporada anterior, incluindo os 27 campeões estaduais e os vice-campeões das cinco federações melhores colocadas no Ranking Nacional: Minas Gerais, Paraná, Rio de Janeiro, Rio Grande do Sul e São Paulo.
| Federação                                            | Participantes        | Participações | Títulos         |
| ---------------------------------------------------- | -------------------- | ------------- | --------------- |
| Acre                                                 | Galvez               | —             | —               |
| Alagoas                                              | CRB                  | 3             | —               |
| Amapá                                                | Trem                 | 1             | —               |
| Amazonas                                             | São Raimundo-AM      | —             | —               |
| Bahia                                                | Jacuipense           | —             | —               |
| Ceará                                                | Ceará                | 6             | —               |
| Distrito Federal                                     | Gama                 | —             | —               |
| Espírito Santo                                       | Porto Vitória        | 1             | —               |
| Goiás                                                | Trindade             | —             | —               |
| Maranhão                                             | Maranhão             | —             | —               |
| Mato Grosso                                          | Dom Bosco            | —             | —               |
| Mato Grosso do Sul                                   | Grêmio Santo Antônio | —             | —               |
| Minas Gerais                                         | Atlético Mineiro     | 7             | 1 (2014)        |
| Minas Gerais                                         | Cruzeiro             | 7             | —               |
| Pará                                                 | Desportiva Paraense  | —             | —               |
| Paraíba                                              | VF4                  | —             | —               |
| Paraná                                               | Athletico Paranaense | 6             | —               |
| Paraná                                               | Londrina             | 2             | —               |
| Pernambuco                                           | Sport                | 6             | —               |
| Piauí                                                | River-PI             | —             | —               |
| Rio de Janeiro \|style="text-align: left;"\|Flamengo | 7                    | 1 (2018)      |                 |
| Rio de Janeiro \|style="text-align: left;"\|Flamengo | Fluminense           | 6             | —               |
| Rio Grande do Norte                                  | América de Natal     | —             | —               |
| Rio Grande do Sul                                    | Cruzeiro-RS          | —             | —               |
| Rio Grande do Sul                                    | Brasil de Pelotas    | 2             | —               |
| Rondônia                                             | Avaí Rondônia        | 1             | —               |
| Roraima                                              | São Raimundo-RR      | 1             | —               |
| Santa Catarina                                       | Criciúma             | 6             | —               |
| São Paulo                                            | Palmeiras            | 6             | 2 (2017 e 2019) |
| São Paulo                                            | São Paulo            | 7             | 1 (2013)        |
| Sergipe                                              | Confiança            | —             | —               |
| Tocantins                                            | 1.º BPM              | 1             | —               |

## Resumo
Os jogos da Copa do Brasil Sub-17 foram inicialmente planejados para serem disputados entre os dias 29 de julho e 14 de outubro de 2020; contudo, os eventos futebolísticos foram suspensos na primeira quinzena de março por causa da pandemia de COVID-19 no país. Por conseguinte, o cronograma de competições de categorias de base foi revisto e muitas somente foram finalizadas no ano seguinte. Apesar disso, os torneios eram referentes à temporada de 2020. Assim, atletas que excederam a idade limite das categorias ainda puderam competir na conclusão das respectivas competições em 2021, desde que inscritos no Boletim Informativo Diário (BID) da entidade até a data estipulada pelo regulamento de cada evento.
Duas partidas marcaram a estreia da competição em 24 de novembro, quando Ceará e Fluminense venceram seus respectivos confrontos. Poucas horas depois, o São Paulo goleou o 1.º BPM. No dia seguinte, outras onze agremiações garantiram a classificação. Flamengo e Palmeiras foram as duas últimas agremiações a se classificaram no dia 26. Por sua vez as oitavas de final ficaram marcadas pelo desequilíbrio técnico: Athletico Paranaense, Flamengo, Fluminense, Palmeiras, River, São Paulo e Sport avançaram com amplas vantagens nos placares agregados. O confronto mais equilibrado desta fase foi protagonizado por Atlético Mineiro e Brasil de Pelotas, com a equipe mineira saindo vencedora.
Os jogos das quartas de final foram realizados entre 5 e 10 de janeiro de 2021. No primeiro confronto a ser decidido, o Palmeiras eliminou o Athletico Paranaense nas penalidades. Por outro lado, Flamengo, Fluminense e São Paulo não tiveram dificuldades para venceram seus adversários. Já as semifinais foram protagonizadas por dois clássicos: Choque Rei e Fla-Flu. Os dois primeiros jogos foram disputados no dia 15 de janeiro de 2021, sendo o embate carioca o primeiro a ser realizado e o qual terminou com um peculiar triunfo do Fluminense pelo placar de 6–1. Poucas horas depois, o Allianz Parque sediou o confronto entre Palmeiras e São Paulo, vencido pelo clube visitante por 2–0. No jogo de volta, o Fluminense venceu novamente e eliminou o rival com um convincente placar agregado de 9–1. Em contrapartida, o São Paulo sofreu um revés para rival, mas conseguiu a classificação nas penalidades.
Em 22 de janeiro de 2021, a CBF definiu as datas e os locais das finais do torneio. Na ocasião, decidiu-se que o primeiro jogo seria realizado com mando do São Paulo. Três dias depois, as equipes empataram sem gols no estádio Marcelo Portugal, em Cotia. O jogo teve alternância de bons momentos entre os clubes e grandes intervenções dos goleiros. No dia 29 de janeiro, a última partida do torneio foi disputada no estádio Luso-Brasileiro, Rio de Janeiro. Na oportunidade, o mandante iniciou com ímpeto ofensivo e conseguiu abrir o placar logo nos primeiros minutos, mas sofreu a virada no segundo tempo, com o segundo gol do São Paulo sendo marcado de pênalti aos 95 minutos.

## Resultados
Os resultados das partidas da competição estão apresentados no chaveamento abaixo. Com partidas de ida e volta, exceto na fase inicial, as equipes mandantes da primeira partida estão destacadas em itálico e as vencedoras do confronto, em negrito. Conforme preestabelecido no regulamento, o resultado agregado das duas partidas definiram quem avançou à fase seguinte. Assim, as 32 equipes iniciais foram a cada fase reduzidas à metade até a final, que foi disputada entre São Paulo e Fluminense e vencida pela primeira equipe, que se tornou campeã da edição.
|  | Primeira fase             | Primeira fase |                      |                      | Oitavas de final | Oitavas de final | Oitavas de final | Oitavas de final |  |  | Quartas de final | Quartas de final | Quartas de final | Quartas de final |  |  | Semifinais | Semifinais | Semifinais | Semifinais |  |  | Final | Final | Final | Final |  |
|  |                           |               |                      |                      |                  |                  |                  |                  |  |  |                  |                  |                  |                  |  |  |            |            |            |            |  |  |       |       |       |       |  |
|  |                           |               |                      |                      |                  |                  |                  |                  |  |  |                  |                  |                  |                  |  |  |            |            |            |            |  |  |       |       |       |       |  |
|  | Jacuipense                | 3             |                      |                      |                  |                  |                  |                  |  |  |                  |                  |                  |                  |  |  |            |            |            |            |  |  |       |       |       |       |  |
|  | Jacuipense                | 3             |                      |                      |                  |                  |                  |                  |  |  |                  |                  |                  |                  |  |  |            |            |            |            |  |  |       |       |       |       |  |
|  | América de Natal          | 1             |                      |                      |                  |                  |                  |                  |  |  |                  |                  |                  |                  |  |  |            |            |            |            |  |  |       |       |       |       |  |
|  | América de Natal          | 1             |                      | Jacuipense           | 0                | 0                | 0                |                  |  |  |                  |                  |                  |                  |  |  |            |            |            |            |  |  |       |       |       |       |  |
|  |                           |               |                      | Jacuipense           | 0                | 0                | 0                |                  |  |  |                  |                  |                  |                  |  |  |            |            |            |            |  |  |       |       |       |       |  |
|  |                           |               | Palmeiras            | 2                    | 3                | 5                |                  |                  |  |  |                  |                  |                  |                  |  |  |            |            |            |            |  |  |       |       |       |       |  |
|  | Avaí Rondônia             | 0             | Palmeiras            | 2                    | 3                | 5                |                  |                  |  |  |                  |                  |                  |                  |  |  |            |            |            |            |  |  |       |       |       |       |  |
|  | Avaí Rondônia             | 0             |                      |                      |                  |                  |                  |                  |  |  |                  |                  |                  |                  |  |  |            |            |            |            |  |  |       |       |       |       |  |
|  | Palmeiras                 | 9             |                      |                      |                  |                  |                  |                  |  |  |                  |                  |                  |                  |  |  |            |            |            |            |  |  |       |       |       |       |  |
|  | Palmeiras                 | 9             |                      | Palmeiras (p.)       | 3                | 3                | 6 (7)            |                  |  |  |                  |                  |                  |                  |  |  |            |            |            |            |  |  |       |       |       |       |  |
|  |                           |               |                      |                      |                  |                  |                  |                  |  |  |                  |                  |                  |                  |  |  |            |            |            |            |  |  |       |       |       |       |  |
|  |                           |               | Athletico Paranaense | 2                    | 4                | 6 (6)            |                  |                  |  |  |                  |                  |                  |                  |  |  |            |            |            |            |  |  |       |       |       |       |  |
|  | Athletico Paranaense      | 5             | Athletico Paranaense | 2                    | 4                | 6 (6)            |                  |                  |  |  |                  |                  |                  |                  |  |  |            |            |            |            |  |  |       |       |       |       |  |
|  | Athletico Paranaense      | 5             |                      |                      |                  |                  |                  |                  |  |  |                  |                  |                  |                  |  |  |            |            |            |            |  |  |       |       |       |       |  |
|  | Trindade                  | 2             |                      |                      |                  |                  |                  |                  |  |  |                  |                  |                  |                  |  |  |            |            |            |            |  |  |       |       |       |       |  |
|  | Trindade                  | 2             |                      | Athletico Paranaense | 6                | 1                | 7                |                  |  |  |                  |                  |                  |                  |  |  |            |            |            |            |  |  |       |       |       |       |  |
|  |                           |               |                      | Athletico Paranaense | 6                | 1                | 7                |                  |  |  |                  |                  |                  |                  |  |  |            |            |            |            |  |  |       |       |       |       |  |
|  |                           |               | Ceará                | 1                    | 1                | 2                |                  |                  |  |  |                  |                  |                  |                  |  |  |            |            |            |            |  |  |       |       |       |       |  |
|  | Ceará                     | 3             | Ceará                | 1                    | 1                | 2                |                  |                  |  |  |                  |                  |                  |                  |  |  |            |            |            |            |  |  |       |       |       |       |  |
|  | Ceará                     | 3             |                      |                      |                  |                  |                  |                  |  |  |                  |                  |                  |                  |  |  |            |            |            |            |  |  |       |       |       |       |  |
|  | Cruzeiro-RS               | 0             |                      |                      |                  |                  |                  |                  |  |  |                  |                  |                  |                  |  |  |            |            |            |            |  |  |       |       |       |       |  |
|  | Cruzeiro-RS               | 0             |                      | Palmeiras            | 0                | 2                | 2 (4)            |                  |  |  |                  |                  |                  |                  |  |  |            |            |            |            |  |  |       |       |       |       |  |
|  |                           |               |                      |                      |                  |                  |                  |                  |  |  |                  |                  |                  |                  |  |  |            |            |            |            |  |  |       |       |       |       |  |
|  |                           |               | São Paulo (p.)       | 2                    | 0                | 2 (5)            |                  |                  |  |  |                  |                  |                  |                  |  |  |            |            |            |            |  |  |       |       |       |       |  |
|  | São Paulo                 | 8             | São Paulo (p.)       | 2                    | 0                | 2 (5)            |                  |                  |  |  |                  |                  |                  |                  |  |  |            |            |            |            |  |  |       |       |       |       |  |
|  | São Paulo                 | 8             |                      |                      |                  |                  |                  |                  |  |  |                  |                  |                  |                  |  |  |            |            |            |            |  |  |       |       |       |       |  |
|  | 1.º BPM                   | 1             |                      |                      |                  |                  |                  |                  |  |  |                  |                  |                  |                  |  |  |            |            |            |            |  |  |       |       |       |       |  |
|  | 1.º BPM                   | 1             |                      | São Paulo            | 1                | 3                | 4                |                  |  |  |                  |                  |                  |                  |  |  |            |            |            |            |  |  |       |       |       |       |  |
|  |                           |               |                      | São Paulo            | 1                | 3                | 4                |                  |  |  |                  |                  |                  |                  |  |  |            |            |            |            |  |  |       |       |       |       |  |
|  |                           |               | CRB                  | 0                    | 1                | 1                |                  |                  |  |  |                  |                  |                  |                  |  |  |            |            |            |            |  |  |       |       |       |       |  |
|  | CRB                       | 3             | CRB                  | 0                    | 1                | 1                |                  |                  |  |  |                  |                  |                  |                  |  |  |            |            |            |            |  |  |       |       |       |       |  |
|  | CRB                       | 3             |                      |                      |                  |                  |                  |                  |  |  |                  |                  |                  |                  |  |  |            |            |            |            |  |  |       |       |       |       |  |
|  | Gama                      | 0             |                      |                      |                  |                  |                  |                  |  |  |                  |                  |                  |                  |  |  |            |            |            |            |  |  |       |       |       |       |  |
|  | Gama                      | 0             |                      | São Paulo            | 4                | 1                | 5                |                  |  |  |                  |                  |                  |                  |  |  |            |            |            |            |  |  |       |       |       |       |  |
|  |                           |               |                      |                      |                  |                  |                  |                  |  |  |                  |                  |                  |                  |  |  |            |            |            |            |  |  |       |       |       |       |  |
|  |                           |               | River-PI             | 0                    | 0                | 0                |                  |                  |  |  |                  |                  |                  |                  |  |  |            |            |            |            |  |  |       |       |       |       |  |
|  | Grêmio Santo Antônio (p.) | 1 (5)         | River-PI             | 0                    | 0                | 0                |                  |                  |  |  |                  |                  |                  |                  |  |  |            |            |            |            |  |  |       |       |       |       |  |
|  | Grêmio Santo Antônio (p.) | 1 (5)         |                      |                      |                  |                  |                  |                  |  |  |                  |                  |                  |                  |  |  |            |            |            |            |  |  |       |       |       |       |  |
|  | Cruzeiro                  | 1 (4)         |                      |                      |                  |                  |                  |                  |  |  |                  |                  |                  |                  |  |  |            |            |            |            |  |  |       |       |       |       |  |
|  | Cruzeiro                  | 1 (4)         |                      | Grêmio Santo Antônio | 0                | 0                | 0                |                  |  |  |                  |                  |                  |                  |  |  |            |            |            |            |  |  |       |       |       |       |  |
|  |                           |               |                      | Grêmio Santo Antônio | 0                | 0                | 0                |                  |  |  |                  |                  |                  |                  |  |  |            |            |            |            |  |  |       |       |       |       |  |
|  |                           |               | River-PI             | 3                    | 5                | 8                |                  |                  |  |  |                  |                  |                  |                  |  |  |            |            |            |            |  |  |       |       |       |       |  |
|  | Dom Bosco                 | 1 (2)         | River-PI             | 3                    | 5                | 8                |                  |                  |  |  |                  |                  |                  |                  |  |  |            |            |            |            |  |  |       |       |       |       |  |
|  | Dom Bosco                 | 1 (2)         |                      |                      |                  |                  |                  |                  |  |  |                  |                  |                  |                  |  |  |            |            |            |            |  |  |       |       |       |       |  |
|  | River-PI (p.)             | 1 (3)         |                      |                      |                  |                  |                  |                  |  |  |                  |                  |                  |                  |  |  |            |            |            |            |  |  |       |       |       |       |  |
|  | River-PI (p.)             | 1 (3)         |                      | São Paulo            | 0                | 2                | 2                |                  |  |  |                  |                  |                  |                  |  |  |            |            |            |            |  |  |       |       |       |       |  |
|  |                           |               |                      |                      |                  |                  |                  |                  |  |  |                  |                  |                  |                  |  |  |            |            |            |            |  |  |       |       |       |       |  |
|  |                           |               | Fluminense           | 0                    | 1                | 1                |                  |                  |  |  |                  |                  |                  |                  |  |  |            |            |            |            |  |  |       |       |       |       |  |
|  | Desportiva Paraense       | 0             | Fluminense           | 0                    | 1                | 1                |                  |                  |  |  |                  |                  |                  |                  |  |  |            |            |            |            |  |  |       |       |       |       |  |
|  | Desportiva Paraense       | 0             |                      |                      |                  |                  |                  |                  |  |  |                  |                  |                  |                  |  |  |            |            |            |            |  |  |       |       |       |       |  |
|  | Sport                     | 1             |                      |                      |                  |                  |                  |                  |  |  |                  |                  |                  |                  |  |  |            |            |            |            |  |  |       |       |       |       |  |
|  | Sport                     | 1             |                      | Sport                | 3                | 4                | 7                |                  |  |  |                  |                  |                  |                  |  |  |            |            |            |            |  |  |       |       |       |       |  |
|  |                           |               |                      | Sport                | 3                | 4                | 7                |                  |  |  |                  |                  |                  |                  |  |  |            |            |            |            |  |  |       |       |       |       |  |
|  |                           |               | Londrina             | 0                    | 1                | 1                |                  |                  |  |  |                  |                  |                  |                  |  |  |            |            |            |            |  |  |       |       |       |       |  |
|  | Trem                      | 2             | Londrina             | 0                    | 1                | 1                |                  |                  |  |  |                  |                  |                  |                  |  |  |            |            |            |            |  |  |       |       |       |       |  |
|  | Trem                      | 2             |                      |                      |                  |                  |                  |                  |  |  |                  |                  |                  |                  |  |  |            |            |            |            |  |  |       |       |       |       |  |
|  | Londrina                  | 4             |                      |                      |                  |                  |                  |                  |  |  |                  |                  |                  |                  |  |  |            |            |            |            |  |  |       |       |       |       |  |
|  | Londrina                  | 4             |                      | Sport                | 1                | 1                | 2                |                  |  |  |                  |                  |                  |                  |  |  |            |            |            |            |  |  |       |       |       |       |  |
|  |                           |               |                      |                      |                  |                  |                  |                  |  |  |                  |                  |                  |                  |  |  |            |            |            |            |  |  |       |       |       |       |  |
|  |                           |               | Flamengo             | 2                    | 2                | 4                |                  |                  |  |  |                  |                  |                  |                  |  |  |            |            |            |            |  |  |       |       |       |       |  |
|  | Flamengo                  | 2             | Flamengo             | 2                    | 2                | 4                |                  |                  |  |  |                  |                  |                  |                  |  |  |            |            |            |            |  |  |       |       |       |       |  |
|  | Flamengo                  | 2             |                      |                      |                  |                  |                  |                  |  |  |                  |                  |                  |                  |  |  |            |            |            |            |  |  |       |       |       |       |  |
|  | VF4                       | 0             |                      |                      |                  |                  |                  |                  |  |  |                  |                  |                  |                  |  |  |            |            |            |            |  |  |       |       |       |       |  |
|  | VF4                       | 0             |                      | Flamengo             | 8                | 4                | 12               |                  |  |  |                  |                  |                  |                  |  |  |            |            |            |            |  |  |       |       |       |       |  |
|  |                           |               |                      | Flamengo             | 8                | 4                | 12               |                  |  |  |                  |                  |                  |                  |  |  |            |            |            |            |  |  |       |       |       |       |  |
|  |                           |               | Maranhão             | 0                    | 3                | 3                |                  |                  |  |  |                  |                  |                  |                  |  |  |            |            |            |            |  |  |       |       |       |       |  |
|  | Criciúma                  | 0             | Maranhão             | 0                    | 3                | 3                |                  |                  |  |  |                  |                  |                  |                  |  |  |            |            |            |            |  |  |       |       |       |       |  |
|  | Criciúma                  | 0             |                      |                      |                  |                  |                  |                  |  |  |                  |                  |                  |                  |  |  |            |            |            |            |  |  |       |       |       |       |  |
|  | Maranhão                  | 2             |                      |                      |                  |                  |                  |                  |  |  |                  |                  |                  |                  |  |  |            |            |            |            |  |  |       |       |       |       |  |
|  | Maranhão                  | 2             |                      | Flamengo             | 1                | 0                | 1                |                  |  |  |                  |                  |                  |                  |  |  |            |            |            |            |  |  |       |       |       |       |  |
|  |                           |               |                      |                      |                  |                  |                  |                  |  |  |                  |                  |                  |                  |  |  |            |            |            |            |  |  |       |       |       |       |  |
|  |                           |               | Fluminense           | 6                    | 3                | 9                |                  |                  |  |  |                  |                  |                  |                  |  |  |            |            |            |            |  |  |       |       |       |       |  |
|  | São Raimundo-RR           | 1             | Fluminense           | 6                    | 3                | 9                |                  |                  |  |  |                  |                  |                  |                  |  |  |            |            |            |            |  |  |       |       |       |       |  |
|  | São Raimundo-RR           | 1             |                      |                      |                  |                  |                  |                  |  |  |                  |                  |                  |                  |  |  |            |            |            |            |  |  |       |       |       |       |  |
|  | Brasil de Pelotas         | 2             |                      |                      |                  |                  |                  |                  |  |  |                  |                  |                  |                  |  |  |            |            |            |            |  |  |       |       |       |       |  |
|  | Brasil de Pelotas         | 2             |                      | Brasil de Pelotas    | 0                | 1                | 1                |                  |  |  |                  |                  |                  |                  |  |  |            |            |            |            |  |  |       |       |       |       |  |
|  |                           |               |                      | Brasil de Pelotas    | 0                | 1                | 1                |                  |  |  |                  |                  |                  |                  |  |  |            |            |            |            |  |  |       |       |       |       |  |
|  |                           |               | Atlético Mineiro     | 1                    | 2                | 3                |                  |                  |  |  |                  |                  |                  |                  |  |  |            |            |            |            |  |  |       |       |       |       |  |
|  | São Raimundo-AM           | 0             | Atlético Mineiro     | 1                    | 2                | 3                |                  |                  |  |  |                  |                  |                  |                  |  |  |            |            |            |            |  |  |       |       |       |       |  |
|  | São Raimundo-AM           | 0             |                      |                      |                  |                  |                  |                  |  |  |                  |                  |                  |                  |  |  |            |            |            |            |  |  |       |       |       |       |  |
|  | Atlético Mineiro          | 6             |                      |                      |                  |                  |                  |                  |  |  |                  |                  |                  |                  |  |  |            |            |            |            |  |  |       |       |       |       |  |
|  | Atlético Mineiro          | 6             |                      | Atlético Mineiro     | 2                | 1                | 3                |                  |  |  |                  |                  |                  |                  |  |  |            |            |            |            |  |  |       |       |       |       |  |
|  |                           |               |                      |                      |                  |                  |                  |                  |  |  |                  |                  |                  |                  |  |  |            |            |            |            |  |  |       |       |       |       |  |
|  |                           |               | Fluminense           | 2                    | 4                | 6                |                  |                  |  |  |                  |                  |                  |                  |  |  |            |            |            |            |  |  |       |       |       |       |  |
|  | Fluminense                | 3             | Fluminense           | 2                    | 4                | 6                |                  |                  |  |  |                  |                  |                  |                  |  |  |            |            |            |            |  |  |       |       |       |       |  |
|  | Fluminense                | 3             |                      |                      |                  |                  |                  |                  |  |  |                  |                  |                  |                  |  |  |            |            |            |            |  |  |       |       |       |       |  |
|  | Porto Vitória             | 1             |                      |                      |                  |                  |                  |                  |  |  |                  |                  |                  |                  |  |  |            |            |            |            |  |  |       |       |       |       |  |
|  | Porto Vitória             | 1             |                      | Fluminense           | 2                | 4                | 6                |                  |  |  |                  |                  |                  |                  |  |  |            |            |            |            |  |  |       |       |       |       |  |
|  |                           |               |                      | Fluminense           | 2                | 4                | 6                |                  |  |  |                  |                  |                  |                  |  |  |            |            |            |            |  |  |       |       |       |       |  |
|  |                           |               | Confiança            | 0                    | 0                | 0                |                  |                  |  |  |                  |                  |                  |                  |  |  |            |            |            |            |  |  |       |       |       |       |  |
|  | Confiança                 | 2             | Confiança            | 0                    | 0                | 0                |                  |                  |  |  |                  |                  |                  |                  |  |  |            |            |            |            |  |  |       |       |       |       |  |
|  | Confiança                 | 2             |                      |                      |                  |                  |                  |                  |  |  |                  |                  |                  |                  |  |  |            |            |            |            |  |  |       |       |       |       |  |
|  | Galvez                    | 0             |                      |                      |                  |                  |                  |                  |  |  |                  |                  |                  |                  |  |  |            |            |            |            |  |  |       |       |       |       |  |
|  | Galvez                    | 0             |                      |                      |                  |                  |                  |                  |  |  |                  |                  |                  |                  |  |  |            |            |            |            |  |  |       |       |       |       |  |
|  |                           |               |                      |                      |                  |                  |                  |                  |  |  |                  |                  |                  |                  |  |  |            |            |            |            |  |  |       |       |       |       |  |

## Premiações
Após empatar o primeiro jogo da final, o São Paulo terminou o primeiro tempo da finalíssima em desvantagem no placar e somente conseguiu a virada no segundo tempo. Caio, autor do gol de empate, comentou sobre a "união" do time paulista durante o intervalo e descreveu a sensação de marcar como "incrível". Já o autor do segundo gol, Petterson, relembrou de sua superação duma lesão no ombro. Em contrapartida, o técnico Menta ressaltou a importância principal das categorias de base em formar atletas, mas disse que o título recompensa os esforços dos jogadores são-paulinos.
O colaborador do portal ge, Marcelo Raed, publicou a seleção do torneio, na qual ele escolheu os onze jogadores com os melhores desempenhos apresentados. Em sua lista, Raed selecionou três são-paulinos que integraram o bom sistema defensivo da equipe campeã: o goleiro Leandro Mathias e os zagueiros Brian e Lucas Beraldo. Já nas laterais, Ataíde e Jefté foram escolhidos por seus aspectos ofensivos. O meio-campo foi composto por Matheus Martins e Metinho (ambos do Fluminense), além de Victor Hugo (Flamengo). A seleção foi completada com os atacantes Marquinhos (São Paulo), Daniel Silva e Giovani Henrique (ambos do Palmeiras). Com sete gols marcados, Matheus Martins terminou como o artilheiro do torneio.